# Synoicum suarenum
Synoicum suarenum är en sjöpungsart som beskrevs av Kott 1992. Synoicum suarenum ingår i släktet Synoicum och familjen klumpsjöpungar. Inga underarter finns listade i Catalogue of Life.